# Чемпіонат світу з художньої гімнастики 2014
Чемпіонат світу з художньої гімнастики 2014 пройшов з 21 по 28 вересня в місті Ізмір, Туреччина, у спортивному комплексі İzmir Halkapınar Spor Salonu.

## Медалісти
| Дисципліна         | Золото                                                    | Срібло                                                  | Бронза                                                     |
| Команда            | Команда                                                   | Команда                                                 | Команда                                                    |
| ------------------ | --------------------------------------------------------- | ------------------------------------------------------- | ---------------------------------------------------------- |
| Командна першість  | Росія Маргарита Мамун Яна Кудрявцева Олександра Солдатова | Білорусь Мелітіна Станюта Катерина Галкіна Аріна Шарапа | Україна Вікторія Мазур Ганна Різатдінова Елеонора Романова |
| Особиста першість  |                                                           |                                                         |                                                            |
| Абсолютна першість | Яна Кудрявцева (RUS)                                      | Маргарита Мамун (RUS)                                   | Ганна Різатдінова (UKR)                                    |
| Вправа з булавами  | Яна Кудрявцева (RUS)                                      | Маргарита Мамун (RUS)                                   | Ганна Різатдінова (UKR)                                    |
| Вправа з обручем   | Яна Кудрявцева (RUS)                                      | Маргарита Мамун (RUS)                                   | Сон Єн Чже (KOR)                                           |
| Вправа зі стрічкою | Маргарита Мамун (RUS)                                     | Яна Кудрявцева (RUS)                                    | Ганна Різатдінова (UKR)                                    |
| Вправа з м'ячем    | Маргарита Мамун (RUS) Яна Кудрявцева (RUS)                | Нікого не нагороджено                                   | Мелітіна Станюта (BLR)                                     |

## Медалісти (групові вправи)
| Дисципліна          | Золото         | Срібло         | Бронза         |
| Групові вправи      | Групові вправи | Групові вправи | Групові вправи |
| ------------------- | -------------- | -------------- | -------------- |
| Групова першість    | Болгарія       | Італія         | Білорусь       |
| 10 булав            | Іспанія        | Ізраїль        | Білорусь       |
| 3 м'ячі + 2 стрічки | Росія          | Болгарія       | Білорусь       |

## Медальний залік
| Місце               | Країна              | Золото | Срібло | Бронза | Загалом |
| ------------------- | ------------------- | ------ | ------ | ------ | ------- |
| 1                   | Росія               | 8      | 4      | 0      | 12      |
| 2                   | Болгарія            | 1      | 1      | 0      | 2       |
| 3                   | Іспанія             | 1      | 0      | 0      | 1       |
| 4                   | Білорусь            | 0      | 1      | 4      | 5       |
| 5                   | Ізраїль             | 0      | 1      | 0      | 1       |
| 5                   | Італія              | 0      | 1      | 0      | 1       |
| 7                   | Україна             | 0      | 0      | 4      | 4       |
| 8                   | Південна Корея      | 0      | 0      | 1      | 1       |
| Загалом (8 збірних) | Загалом (8 збірних) | 10     | 8      | 9      | 27      |